# قطعنامه ۱۸۷۳ شورای امنیت
قطعنامه  ۱۸۷۳ شورای امنیت سازمان ملل متحد که در تاریخ ۲۹ مه ۲۰۰۹ تصویب شد، سندی بین‌المللی دربارهٔ بررسی وضعیت در قبرس است. این قطعنامه طی نشست ۶۱۳۲ام با ۱۴ رای موافق، ۱ مخالف و ۰ ممتنع تصویب شد.